# 上唇鼻翼挙筋
上唇鼻翼挙筋（じょうしんびよくきょきん、英語: levator labii superioris alaeque nasi muscle）は人間の頭部の浅頭筋のうち、口唇周囲にかけての口筋のなかで上唇と鼻翼を引き上げる働きをする筋肉である。筋肉の一方が皮膚で終わっている皮筋である。
人間において、上唇鼻翼挙筋の起始は上顎骨の上顎突起前面にある内眼角より起こる。